# Jim Slyfield
Jim Slyfield ist ein US-amerikanischer Biathlet.
Jim Slyfield, Commander der US Navy Reserve, startet für die Washington Biathlon Association. Er belegte in der Gesamtwertung des Biathlon-NorAm-Cup der Saison 2010/11 den 34. Platz. Bei den Nordamerikanischen Meisterschaften im Biathlon 2011 in Whistler wurde Tuss mit drei Fehlern Zehnter des Sprints, mit neun Fehlern ebenfalls Zehnter des Verfolgungsrennens und Neunter im Massenstartrennen.

## Belege
1. ↑  Summer biathlon season starts in Methow
2. ↑  Sprintresultate (Memento vom 9. November 2013 im Internet Archive) (PDF; 166 kB), Verfolgungsrennen (Memento vom 13. Februar 2014 im Internet Archive) (PDF; 135 kB) und Resultate Massenstart (Memento vom 13. Februar 2014 im Internet Archive) (PDF; 136 kB)

| Personendaten    | Personendaten              |
| ---------------- | -------------------------- |
| NAME             | Slyfield, Jim              |
| KURZBESCHREIBUNG | US-amerikanischer Biathlet |
| GEBURTSDATUM     | 20. Jahrhundert            |